# ワン・フロム・ザ・ハート (アルバム)
ワン・フロム・ザ・ハート（One from the Heart）は、トム・ウェイツとクリスタル・ゲイルの連名で1982年に発表された、同名映画（監督:フランシス・フォード・コッポラ）のサウンドトラック・アルバム。アカデミー編曲・歌曲賞にノミネートされた。

## 解説
コッポラは、最初はヴァン・モリソンに音楽を依頼したが断られた。その後長男ジャン・カルロからトム・ウェイツのアルバム『異国の出来事』を聴かされ、トムとベット・ミドラーのデュエット・ソング「アイ・ネヴァー・トーク・トゥ・ストレンジャー」が決め手となって、トムへの依頼を決定。ベット・ミドラーは都合がつかなかったため、サウンドトラックはトム・ウェイツとクリスタル・ゲイルの連名となった。音楽評論家のThom Jurekは、本作での2人の歌唱について「歴史上最も美しく練られたサウンドトラックでの共演の一つ」「ウェイツやゲイルのファンの棚には不可欠の一枚」と評している。
2004年発売のリマスターCDではボーナス・トラックが追加され、ジャケットも変更された。リマスター盤のライナーノーツには、コッポラが2003年に書き下ろしたコメントも掲載されている。

## 収録曲
全曲トム・ウェイツ作。13.と14.は2004年再発時のボーナス・トラック。
1. オープニング・モンタージュ（ピアノ・イントロ/ワンス・アポン・ア・タウン/恋の報い） - "Opening Montage (Tom's Piano Intro/Once Upon a Town/The Wages of Love)" - 5:16
2. 夢の出口は? - "Is There Any Way Out of This Dream?" - 2:14
3. ピッキング・アップ・アフター・ユー - "Picking up After You" - 3:54
4. オールド・ボーイフレンズ - "Old Boyfriends" - 5:54
5. 壊れた自転車 - "Broken Bicycles" - 2:51
6. アイ・ベッグ・ユア・パードン - "I Beg Your Pardon" - 4:27
7. リトル・ボーイ・ブルー - "Little Boy Blue" - 3:42
8. インストゥルメンタル・モンタージュ（タンゴ/サーカス・ガール） - "Instrumental Montage (The Tango/Circus Girl)" - 3:00
9. 悔恨の鐘 - "You Can't Unring a Bell" - 2:22
10. ワン・フロム・ザ・ハート - "This One's from the Heart" - 5:46
11. テイク・ミー・ホーム - "Take Me Home" - 1:40
12. プレゼンツ - "Presents" - 1:00
13. キャンディ・アップル・レッド - "Candy Apple Red" - 2:45
14. ワンス・アポン・ア・タウン/エンプティ・ポケット - "Once Upon a Town/Empty Pockets" - 5:21

リード・ボーカルは下記の通り（8.と12.はインストゥルメンタル）。
- トム・ウェイツ&クリスタル・ゲイル - 1. 3. 10.
- クリスタル・ゲイル - 2. 4. 11.
- トム・ウェイツ - 5. 6. 7. 9. 13. 14.

## カヴァー
- 「リトル・ボーイ・ブルー」「テイク・ミー・ホーム」の2曲は、ホリー・コールのアルバム『Temptation』（1995年）でカヴァーされた[3]。
- 「壊れた自転車」は、アンネ・ゾフィー・フォン・オッターとエルヴィス・コステロのコラボレーション・アルバム『フォー・ザ・スターズ』（2001年）で、「ジャンク」（ポール・マッカートニーのカヴァー）とのメドレーという形で取り上げられた。

## 参加ミュージシャン
- トム・ウェイツ - ボーカル、ピアノ、オーケストラ・アレンジ
- クリスタル・ゲイル - ボーカル
- ボブ・アルシヴァー - ピアノ、オーケストラ・アレンジ
- ピート・ジョリー - ピアノ、アコーディオン、チェレスタ
- デニス・バディマー - ギター
- グレッグ・コーエン - ベース
- シェリー・マン - ドラムス
- ラリー・バンカー - ドラムス
- テディ・エドワーズ - テナー・サックス
- ジャック・シェルドン - トランペット
- チャック・フィンドレー - トランペット
- ディック・ハイド - トロンボーン
- ドン・ウォルドロップ - チューバ
- ゲイル・レヴァント - ハープ
- エミル・リチャーズ - ヴィブラフォン
- ロニー・バロン - オルガン
- ジョン・トーマシー - パーカッション
- レスリー・トンプソン - ハーモニカ
- ジョー・ポーカロ - グロッケンシュピール